# Facultad de Ciencias Económicas y Sociales (Universidad Nacional de Mar del Plata)
La Facultad de Ciencias Económicas y Sociales de la Universidad Nacional de Mar del Plata es una institución académica pública situada en la ciudad de Mar del Plata, provincia de Buenos Aires, Argentina. En esta institución se dictan varias carreras de grado y de posgrado.

## Carreras de Grado
| Carrera                                         | Duración (Años) |
| ----------------------------------------------- | --------------- |
| Contador Público                                | 5               |
| Licenciatura en Administración                  | 5               |
| Licenciatura en Economía                        | 5               |
| Licenciatura en Turismo                         | 5               |
| Profesorado Universitario en Economía           | 4               |
| Tecnicatura Universitaria Contable              | 3               |
| Tecnicatura Universitaria en Comercialización   | 3               |
| Tecnicatura Universitaria en Comercio Exterior  | 3               |
| Tecnicatura Universitaria en Periodismo Digital | 3               |
| Tecnicatura Universitaria en Turismo            | 3               |

## Historia[6]
La Universidad Nacional de Mar del Plata fue creada el 30 de setiembre de 1975 sobre la base de la Universidad Provincial, y la incorporación de carreras provenientes de la Universidad Católica "Stella Maris" (Ley 21.139).

### Universidad de la Provincia de Buenos Aires
Si bien es posible encontrar algunos antecedentes de la Facultad, el mismo se remonta a 1958 con el Instituto Universitario Libre y su Escuela de Ciencias Económicas, pero es recién el 19 de octubre de 1961 que se crea la Universidad Provincial de Mar del Plata mediante el Decreto Nº 11.723 del Superior Gobierno de la Provincia de Buenos Aires , a cargo del Dr. Oscar Alende y siendo su Ministro de Educación el Dr. Ataúlfo Pérez Aznar, quien gravitó de manera fundamental en la creación de la actividad universitaria en la ciudad de Mar del Plata.

Se la denominó como Universidad de la Provincia de Buenos Aires, dado que era la única que dependía de la jurisdicción provincial y lo hizo con la creación de dos facultades: la de Arquitectura y la de Ciencias Económicas, quienrecibió como denominación la de Facultad de Ciencias Económicas, Políticas y Sociales, siendo su decano organizador el Dr. Guillermo Watson, el que fue reemplazado por el CP Oscar Sandez, cumpliendo las tareas de Secretario Académico el CP Raúl Héctor Suárez. La carrera se cursaba en el actual edificio del Rectorado sito en Diagonal Alberdi 2695.

El primer ciclo lectivo se inició en marzo de 1962 con cursos de la carrera de Contador Público (a los que posteriormente se llamó Plan ¨A¨ que establecía las asignaturas de Contabilidad General, Introducción a la Economía, Estructura de la Economía, Análisis Matemático I, Lógica y Metodología de las Ciencias e Instituciones de Derecho Público para el primer año), matriculándose como alumnos 145 estudiantes.

En 1964 una Comisión de Profesores propuso modificar el plan de estudios vigente para la carrera de Contador Público, el que bajo la denominación de Plan “B” entró en vigencia en 1965.

A partir de ese momento y bajo la inspiración del Dr. Mario César Vecchioli, se diseñó la estructura departamental pedagógica que originalmente contó con 5 departamentos. Dicho número fue ampliado en 1969 por el desdoblamiento de los departamentos de Contabilidad y Administración y con la creación del departamento de Ingreso.

En 1968 se crean las carreras de Licenciatura en Economía y Licenciatura en Administración de Empresas. En ese mismo año se crea bajo dependencia del Rectorado el Instituto Superior de Turismo, el que un año después se transforma en Escuela.

En 1969 se crea el primer doctorado de toda la Universidad, el Doctorado en Ciencias de la Administración, siendo la primera en alcanzarlo  la Dra. Silvia Dolores Varela, egresada con medalla de oro en su carrera de grado.

En 1970 se produce el traslado de la Facultad de Ciencias Económicas conjuntamente con la Facultad de Humanidades al edificio de Maipú y Marconi, donde comparte el edificio con la Escuela de Enseñanza Media N.º 1 (Piloto), Escuela Provincial Primaria Nº32 y Jardín de Infantes Provincial N.º 5.

Es en esa época que comienzan las primeras actividades de extensión desde la Oficina de Desarrollo para Ejecutivos.
El 6 de diciembre de 1971 la Universidad toda se enluta con la muerte de la estudiante Silvia Filler durante una Asamblea de Estudiantes.

En 1972 la Escuela de Turismo se transforma en la Facultad de Ciencias Turísticas y es a fines de ese año que se realizan las Primeras Jornadas de Contabilidad y cursos de capacitación con el auspicio de la Bolsa de Comercio de Mar del Plata.

En 1973 siendo delegado interventor el Dr. Juan E. Méndez, funcionó un Comité de Gestión, que tuvo entre sus miembros al CP Ottorino Mucci, a la CP Haydee Pérez y al CP Rodrigo Tellechea. Con esta experiencia se quiso dar participación por primera vez a los distintos claustros en la conducción de la Facultad, siendo el estudiantil el claustro que intentó hacer una primera aproximación a los principios “reformistas”.

### Universidad Nacional de Mar del Plata
En 1975 se homologó el convenio suscripto en agosto de 1974 entre el Ministerio de Cultura y Educación y el Gobierno de la Provincia de Buenos Aires declarando la nacionalización de la Universidad Provincial (Dto. del PEN 967). Por ley 21.139 del 30 de setiembre y promulgada el 27 de octubre de 1975 se crea la actual Universidad  Nacional de Mar del Plata.

La misma se constituyó sobre la base de la  Universidad Provincial a la que se sumó la incorporación de la Universidad Católica “Stella Maris” de Mar del Plata. De esta forma la Universidad Nacional quedó integrada por las siguientes Facultades y Escuelas: Arquitectura y Urbanismo, Ciencias Agrarias, Ciencias Económicas, Ingeniería, Humanidades, Derecho, Turismo y la Escuela de Ciencias de la Salud.

La llegada de la dictadura militar en 1976 significó un duro golpe para el desenvolvimiento de las actividades universitarias. A las restricción de ingreso de estudiantes, cesantías de docentes, no docentes y el encarcelamiento o desaparición forzada de numerosos representantes de los claustros universitarios (más de 30 de ellos pertenecen a la Facultad de Ciencias Económicas), se sumó el cierre de las carreras del área de Ciencias Sociales, catalogadas como conflictivas por el gobierno militar de entonces, que incluyó la no apertura del ingreso a la carrera de Economía.

En 1978 por Ordenanza del Consejo Superior Nº113 se fusionan las Facultades de Ciencias Económicas y Turismo, dando origen a la actual Facultad de Ciencias Económicas y Sociales.

En 1980, la Facultad se traslada a su edificio actual en el Complejo Universitario Manuel Belgrano en la calle Deán Funes 3250. Para esa fecha es que se realiza el complejo traslado del famoso mural realizado por el artista Fausto Coppini en 1912, que perteneciera a la familia Peralta Ramos (fundador de la ciudad de Mar del Plata), y que engalana la entrada de la Facultad en la sala de lectura.
El retorno a la democracia en 1983 significó la apertura de una nueva etapa en la historia de nuestro país, que se vio también reflejada en los cambios que se produjeron dentro de la Universidad Nacional de Mar del Plata.

El Rector normalizador fue el CP Víctor Iriarte, quien llevó adelante el proceso de normalización que se caracterizó por el incremento masivo en el ingreso de alumnos a las carreras de grado y el retorno de docentes que habían continuado sus actividades fuera de nuestra Universidad.

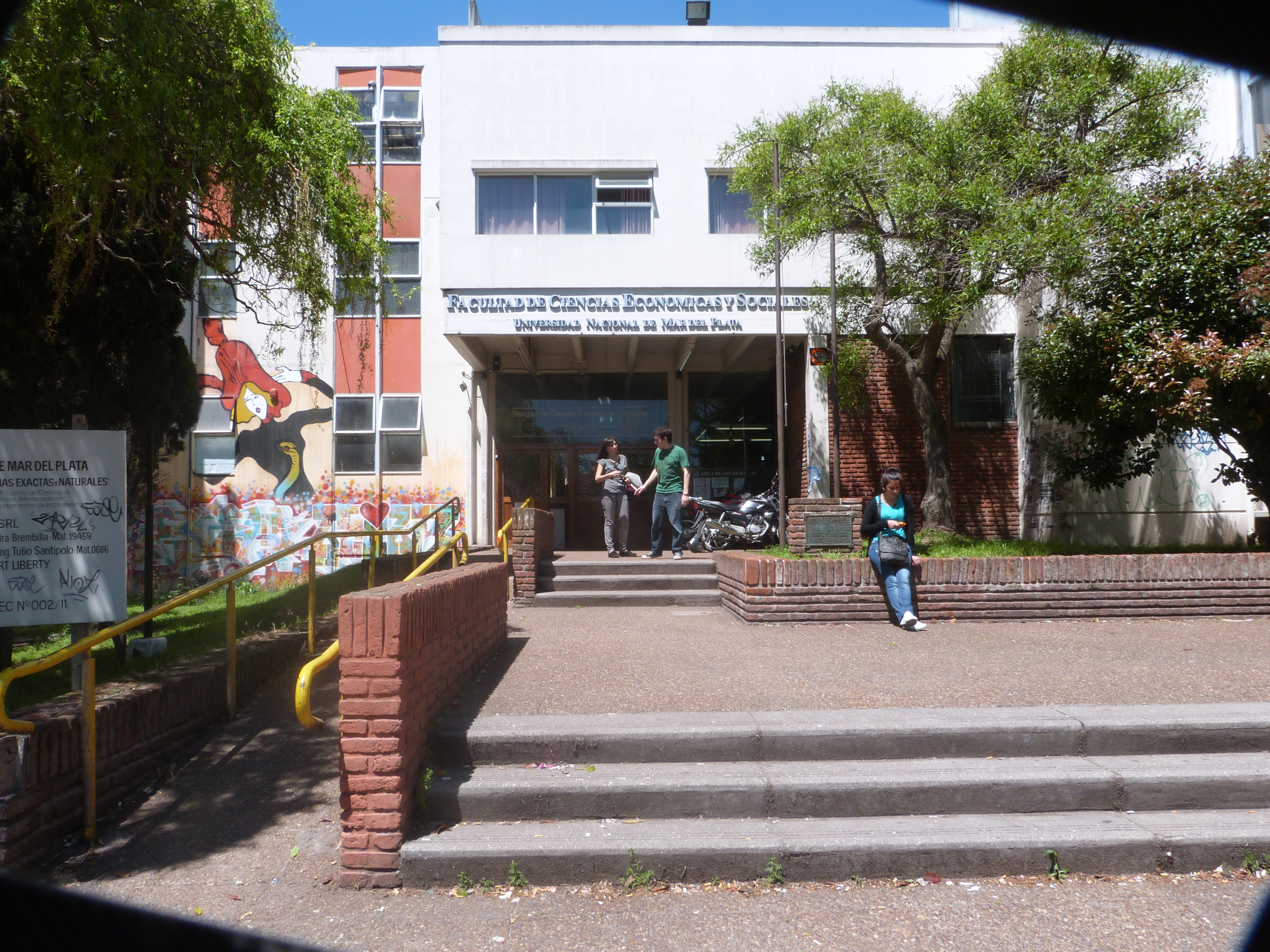
Entrada Principal

En la Facultad el Decano normalizador fue el Dr. Juan Carlos Germain quien llevó adelante el proceso de normalización institucional donde se instituyó el cogobierno universitario con representación de los claustros de docentes, estudiantes y graduados.

En 1985 se realizan por primera vez los llamados a concursos docentes que posibilitaron la designación de profesores ordinarios, siendo la Cra. Marta Cecilia Burla la primera graduada de la unidad académica en alcanzar el cargo de Profesor Titular Ordinario.
Se estructura la Facultad con las secretarías Académica, de Extensión, de Coordinación y de Investigación y Posgrado.

Desde entonces se normaliza también la actividad político-gremial del Centro de Estudiantes de la Facultad, cuya conducción hasta fines de los ochenta estuvo en manos de la Agrupación Manuel Belgrano del Movimiento Nacional Reformista.

En 1988 con la institución normalizada, asume como Decano por primera vez un graduado de esta Facultad, el Dr. Paulino Mallo, por el voto de los tres claustros. Ese mismo año se crea por OCA Nº064/88 la primera carrera de posgrado, la Especialización en Sindicatura Concursal.

En los primeros años de los 90 asume la conducción del Centro de Estudiantes, la agrupación Franja Morada, brazo universitario de la Unión Cívica Radical, que conduce el claustro estudiantil desde 1989 hasta 1993 salvo en 1991 que lo hace la Agrupación Manuel Belgrano. A partir de ese momento y hasta nuestros días la conducción del Centro de Estudiantes de la Facultad está a cargo de la agrupación CAUCES.

En 1991 el Consejo Académico elige al CP. Ottorino Mucci, quien conduce la institución durante 8 años. Es durante su gestión que se produce una sustancial reforma de los planes de estudio en 1993 donde se destaca la carrera conjunta de Contador Público y Licenciado en Administración que estuvo vigente hasta 2005.

Durante este tiempo también se comienza a tomar examen de ingreso  finalizando la política de ingreso irrestricto que imperó en los ochenta.

Se crean las carreras de posgrado “Especialización en Sistemas de Información Económica” y “Especialización en Gerenciamiento de Organizaciones en el área de Salud”.

Durante 1994 se aprueba la nueva estructura funcional de la Facultad (aprobada por OCS 295/96) y se crea la primera maestría de la Facultad, la “Maestría en Ciencias Sociales” (en convenio con Facultad Latinoamericana de Ciencias Sociales) a la que le sigue la “Maestría en Economía y Desarrollo Industrial”.

Es en 1996 que se da inicio a la Escuela de Negocios y Transferencia y se desarrolla la primera cohorte de la “Maestría en Gestión Universitaria”.

En 1999 asume como Decana la CP Haydeé J. Pérez. Durante su gestión se crea la Escuela de Posgrado y Educación Profesional Continua. Se pone en marcha el proyecto “intranet”, se crea el Área de Planeamiento, se dictan las primeras capacitaciones pedagógicas a docentes, se implementa el sistema de inscripción de alumnos via internet y se desarrolla el sistema de pasantías.
En 2003 a la finalización del mandato de la CP Haydeé J. Pérez, asume interinamente el CP Raúl de Vega, hasta que luego de varias reuniones infructuosas, el Consejo Académico elige como decano al CP Daniel Hugo Pérez, siendo su vicedecano el Lic. Francisco Morea quien encabeza un nuevo grupo docente que asume la conducción de la Facultad.

Durante el año 2004 se realiza un intenso debate interno que como conclusión, determina la necesidad de reformar el régimen de enseñanza imperante y los planes de estudios vigentes, lo que motiva, además de la actualización curricular acorde a los tiempo que corren, la separación en dos carreras de la Licenciatura en Administración y la de Contador Público, que reciben sus primeros inscriptos en 2005.

Se reformularon las políticas de ingreso retornando al dictado del curso de ingreso y la posibilidad de ingreso de los mejores promedios de los colegios de gestión pública, en primera instancia, y luego se amplió a más estudiantes egresados de colegios de gestión pública y también de colegios de gestión privada.

Asimismo se comienza a trabajar en el diseño e implementación de un  Plan Estratégico para la Facultad.
En 2007, a la finalización del mandato del CP Daniel Pérez, asume el Lic. Francisco Morea como Decano, intensificando el desarrollo de áreas tales como Extensión y Transferencia.

En mayo de 2008, ante la acefalía por vencimiento del mandato del hasta entonces Rector Arq. Daniel Medina, asume en forma provisoria la conducción del Rectorado de la Universidad Nacional de Mar del Plata, el Lic. Morea,  quedando a cargo del Decanato su Vicedecano el Mg. Raúl de Vega, quien lo conserva hasta febrero de 2009 donde la Asamblea Universitaria regulariza sus autoridades eligiendo como rector al Lic. Morea.

El Mg. de Vega asume el decanato que conserva hasta la elección por parte del Consejo Académico el 15 de abril de 2009 del CP. Daniel Hugo Pérez, acompañándolo en su gestión el Lic. Daniel Sergio A. Guzmán.

Durante esta gestión se realizan los procesos de reválida a docentes, se regularizan cargos de docentes interinos, se incorpora más personal administrativo para mejorar la gestión, se implementa el sistema SIU Guaraní, se revisan y se ordenan las orientaciones de cada una de las carreras, se modifica el ingreso a la carrera de Turismo, se implementa un sistema de tutorías para los estudiantes de primer año, se impulsa el desarrollo de cursos para docentes (referidos a la formación pedagógica y uso de nuevas TICS), se inaugura un nuevo edificio (Biblos) destinado al Centro de Documentación y Aulas de Posgrado, se intensifica las actividades de extensión, se crea el portal (Nulan) de promoción y difusión pública de conocimiento académico y científico de la FCEyS y se promueve la creación de nuevos grupos de investigación. En diciembre de 2011 se aprueba la creación de la carrera Profesorado Universitario en Economía.

El 15 de abril del año 2013, asume como decana la Esp. C.P. Mónica Biasone, acompañada por la Dra. Miriam Berges, quienes continúan actualmente su gestión. Como novedades se pone en funcionamiento la Subsecretaría de Asuntos Pedagógicos, la Subsecretaría de Asuntos Estudiantiles y el Área de Plan Estratégico en la Facultad. La primera destinada a brindar asesoramiento y capacitación pedagógica a los docentes, en el marco de los procesos de regularización de cargos y reválida ya iniciados. La segunda, con el objetivo de mejorar la comunicación con los estudiantes y brindar respuesta a problemas específicos contribuyendo a las actividades de la Secretaría Académica. La tercera, con el objetivo de abrir un espacio de debate y planificación para el mediano y largo plazo.

El hecho más relevante durante este período es la implementación del ingreso irrestricto a la facultad, en concordancia con lo establecido por el Estatuto de la Universidad. Esto ha significado la incorporación de 900 ingresantes a primer año en el primer cuatrimestre del 2015 y 300 en el segundo cuatrimestre, lo que supone un enorme desafío en términos de recursos docentes, equipamiento y uso eficiente del espacio disponible. Se implementó un curso de ingreso con el único requisito de asistencia, que pretende introducir los conceptos iniciales básicos de cada una de las carreras que se dictan en la facultad y de la vida universitaria en general.

Se ha puesto en marcha el Profesorado en Economía, que cuenta con nuevos aspirantes, adicionales a los estudiantes de Licenciatura en Economía que desean completar ambas carreras. Como novedad se han aprobado los Planes de Estudio de cuatro Tecnicaturas Universitarias: en Gestión Universitaria (destinada al personal universitario), en Turismo, en Comercialización y en Periodismo Digital. Las tres últimas están en trámite de aprobación por parte del organismo ministerial, y se comenzará a dictar la Tecnicatura Universitaria en Turismo durante el año 2016. Actualmente está en discusión un proyecto de Tecnicatura en Comercio Exterior. Estas nuevas carreras responden a los objetivos de la facultad de gestionar proyectos de carreras cortas para acercar una alternativa universitaria a estudiantes no interesados en las carreras tradicionales de cinco años y cuentan en su diseño con el trabajo y asesoramiento de la Subsecretaría de Asuntos Pedagógicos.

Durante este período se han realizado numerosos concursos docentes, la mayoría para regularizar cargos interinos existentes y, especialmente aquellos con dedicación a investigación. También se está trabajando en un programa de fortalecimiento de estas actividades, previendo la promoción de jóvenes investigadores, y en la realización de Jornadas y Congresos de temas afines a las carreras que se dictan en la Facultad, con el espíritu de integrarse y participar activamente en las actividades académicas y, brindar al mismo tiempo la oportunidad a los estudiantes de participar en este tipo de eventos. Otros proyectos en los que se continúa trabajando son: Proyecto de Articulación con la Escuela Media y Programa PACENI, de tutorías y acompañamiento a los ingresantes al primer año.